# Liga Mundial de Polo Aquático Feminino de 2008
A Liga Mundial de Polo Aquático Feminino de 2008 foi a quinta edição da Liga Mundial Feminina, organizado pela FINA. A Super Final aconteceu em Santa Cruz del Tenerife, Espanha, com a vitória da Seleção Russa Feminina de Polo Aquático.